# 康山草堂
康山草堂是清代扬州的一座著名盐商园林，位于扬州新城东南隅康山街东首，毗邻盐宗庙。
康山是明朝永乐年间（1403-1424）平江伯陈瑄浚治运河时，用挖河的土堆积而成的土阜。明末大理寺卿姚思孝回乡，购地建园，由董其昌题写横额。清初康山属于山西盐商乔承望所有。乾隆年间，两淮总商江春拓建随月读书楼、秋声馆、水南花墅、数帆亭等，乾隆曾两次亲临，题诗赐匾。乾隆五十八年(1793年)出售为公产。道光廿三年(1843年)，体仁阁大学士阮元致仕回乡，买下康山草堂。光绪年间部分由江西籍场大使卢绍绪收购，建成卢氏盐商住宅。1949年以后改为工厂，1981年9月20日火灾将烧毁前后四进厅堂1270.70平方米全部烧光，仅残存高墙耸立20多年。现设有盐运文化展示馆。